# Curiapo (paroisse civile)
Pour les articles homonymes, voir Curiapo.
Curiapo est l'une des six paroisses civiles de la municipalité d'Antonio Díaz dans l'État de Delta Amacuro au Venezuela. Sa capitale est Curiapo, chef-lieu de la municipalité.

## Géographie

### Démographie
Hormis sa capitale Curiapo, la paroisse civile possède plusieurs localités :
- Curiapo
- Guasey
- Jamatuba
- La Ceiba
- San Rafael de Curiapo